# Leif Dahlgren
Leif Evert Dahlgren (ur. 16 lutego 1906 w Lund, zm. 16 kwietnia 1998 w Askim) – szwedzki lekkoatleta wieloboista, medalista mistrzostw Europy w 1934 w Turynie.
Na mistrzostwach Europy w 1934 w Turynie zdobył srebrny medal w dziesięcioboju (za Hansem-Heinrichem Sievertem z Niemiec, a przed Jerzym Pławczykiem z Polski). Na igrzyskach olimpijskich w 1936 w Berlinie nie ukończył dziesięcioboju.
W latach 1931–1934 zdobył złote medale mistrzostw Szwecji w dziesięcioboju. W 1933 ustanowił rekord Szwecji w tej konkurencji.